# Brandenburgerne i Bøhmen
Brandenburgerne i Bøhmen (tjekkisk: Braniboři v Čechách) er en opera i tre akter, Bedřich Smetanas første opera. Den tjekkiske libretto blev skrevet af Karel Sabina og er baseret på begivenheder fra tjekkisk historie. Værket blev komponeret i årene 1862-1863. Smetana og Sabina skrev operaen på et tidspunkt præget af stor tjekkisk patriotisme.
Urpremieren fandt sted på det foreløbige teater i Prag den 5. januar 1866, og den første forestilling blev en succes. Den første britiske forestilling fandt sted i april 1978 på Hammersmith Municipal Opera.

## Roller
| Rolle | Stemmetype | Originalbesætning, 5. januar 1866 (Dirigent: Bedřich Smetana) |
| --- | ---------- | ------------------------------------------------------------- |
| Volfram Olbramovič, overborgmester i Prag                                                                   | Bas        | Frantisek Hynek                                               |
| Oldřich Rokycanský, en ridder                                                                               | Baryton    | Petr Doubravskÿ                                               |
| Junoš, en ung borger i Prag                                                                                 | Tenor      | Jindrich Polák                                                |
| Jan Tausendmark, en ung borger i Prag                                                                       | Baryton    | Josef Lev                                                     |
| Varneman, kaptajn for Brandenburgerne                                                                       | Tenor      | Jan Luvrik Lukes                                              |
| Jira, en bortløben livegen                                                                                  | Tenor      | Arnost Grand                                                  |
| Ludiše, Volframs datter                                                                                     | Sopran     | Ferenczy                                                      |
| Vlčenka, Volframs datter                                                                                    | Sopran     | Josefina-Marie Schmidtová-Procházková                         |
| Děčana, Volframs datter                                                                                     | Alt        | Marie Pisarovicová                                            |
| En gammel landsbybeboer                                                                                     | Bas        | Josef Palecek                                                 |
| Byråberen                                                                                                   | Baryton    |                                                               |
| Riddere og soldater, Olbramovičs mænd, landsbyboerne, Brandenburgersoldater, vagabonder og tiggere, dommere |            |                                                               |

## Synopsis
Sted: Prag i det 13. århundrede, under markgreven af Brandenburgs styrkers besættelse af Bøhmen.
Jira, der er livegen, er leder af en oprørsbevægelse i Prag. Han anklager Brandenburgernes kaptajn for at have bortført overborgmesterens tre døtre, Ludiše, Vlčenka og Děčana. Jira bliver senere anholdt, stillet for retten og dømt til døden. Men Junoš, der er forelsket i Ludiše, formår at redde Jira. Til sidst bliver kaptajnen og de øvrige Brandenburgere drevet ud af Prag, og byen bliver befriet.

## Diskografi
- 1963, Jan Hus Tichy (dirigent), Orkestret og koret ved nationalteatret i Prag; Karel Kalaš, Jiří Joran, Ivo ZÍDEK, Zdeněk Otava , Antonín Votava, Bohumil VICH, Milada Šubrtová, Miroslava Fidlerová, Věra Soukupová, Eduard Haken, Jindřich Jindrak